# Коркеэ, Пиркко
Пиркко Коркеэ (фин. Pirkko Korkee; 25 марта 1927, Виррат, Хяме — 12 апреля 2024) — финская лыжница, призёр чемпионата мира.

## Карьера
На чемпионате мира 1958 года в Лахти в команде вместе с Тойни Пёюсти и Сийри Рантанен завоевала серебряную медаль в эстафетной гонке, кроме того была 13-й в гонке на 10 км. Других значимых достижений на международном уровне не имеет, в Олимпийских играх никогда не участвовала.